# Gibbsyt
Gibbsyt (hydrargilit) Al(OH)3 – minerał, odmiana polimorficzna wodorotlenku glinu o zawartości 65,4% Al2O3, może zawierać domieszki SiO2, Fe2O3, MgO i inne. Występuje w skupieniach zbitych, blaszkowatych lub o budowie promienistej; czasem w postaci naskorupień i form naciekowych. Nazwa pochodzi o nazwiska amerykańskiego mineraloga George Gibbs (1776–1833).

## Właściwości
Krystalizuje w układzie jednoskośnym. Wykształca rzadko kryształy tabliczkowe, zazwyczaj drobnoziarniste skupienia zbite groniaste i jako naskorupienia. Najczęściej biały, zielonkawy lub jasnoniebieski. Posiada białą rysę i szklisty połysk.

## Powstawanie
Powstaje w wyniku wietrzenia chemicznego glinokrzemianów w klimacie 
tropikalnym i subtropikalnym.  Taki proces wietrzenia nazywany jest lateryzacja, a powstająca zwietrzelina wzbogacona w wodorotlenki/tlenki glinu nazywana jest laterytem lub boksytem.

## Występowanie
Składnik skał osadowych boksytów i laterytów; boksyty są rudą glinu. Jest typowym minerałem dla strefy utleniania. Towarzyszą mu azuryt, hydrocynkit, aurichalcyt, goethyt i gips.
Na świecie: we Francji, na Węgrzech, w Jugosławii, Afryce Zachodniej, USA.
W Polsce: znany z Jordanowa i Nowej Rudy.

## Zastosowanie
- w przemyśle hutniczym jako ruda glinu (aluminium).
- stosowany w przemyśle chemicznym do produkcji materiałów ogniotrwałych, ściernych, farb, katalizatorów.
- absorbent przy oczyszczaniu olejów